# Вигорлат
Вигорла́т (словац. Vihorlat, іноді Вигорлят, Вигорл(а/я)тські гори) — гори на сході Словаччини і частково на крайньому заході України (в межах Перечинського та Ужгородського районів Закарпатської області); частина Вигорлат-Гутинського хребта.
Простягаються розлогою дугою між долинами Лаборцю та Ужа. Межують на сході з Полонинським хребтом, на південному сході — з Перечинською улоговиною та масивом Маковиця, на півночі — з пасмом гір Західні Бещади. Південно-західні та південні відноги Вигорлату простягаються до Закарпатської низовини (в тому числі до міста Ужгорода).
Найвища точка — гора Вигорлат (у Словаччині, 1076 м). В Україні найвища точка — Вітрова-Скала (1025 м).
Вигорлат вкритий переважно буковими, дубовими и ясеневими лісами. Частину Вигорлату оголошено заповідником.

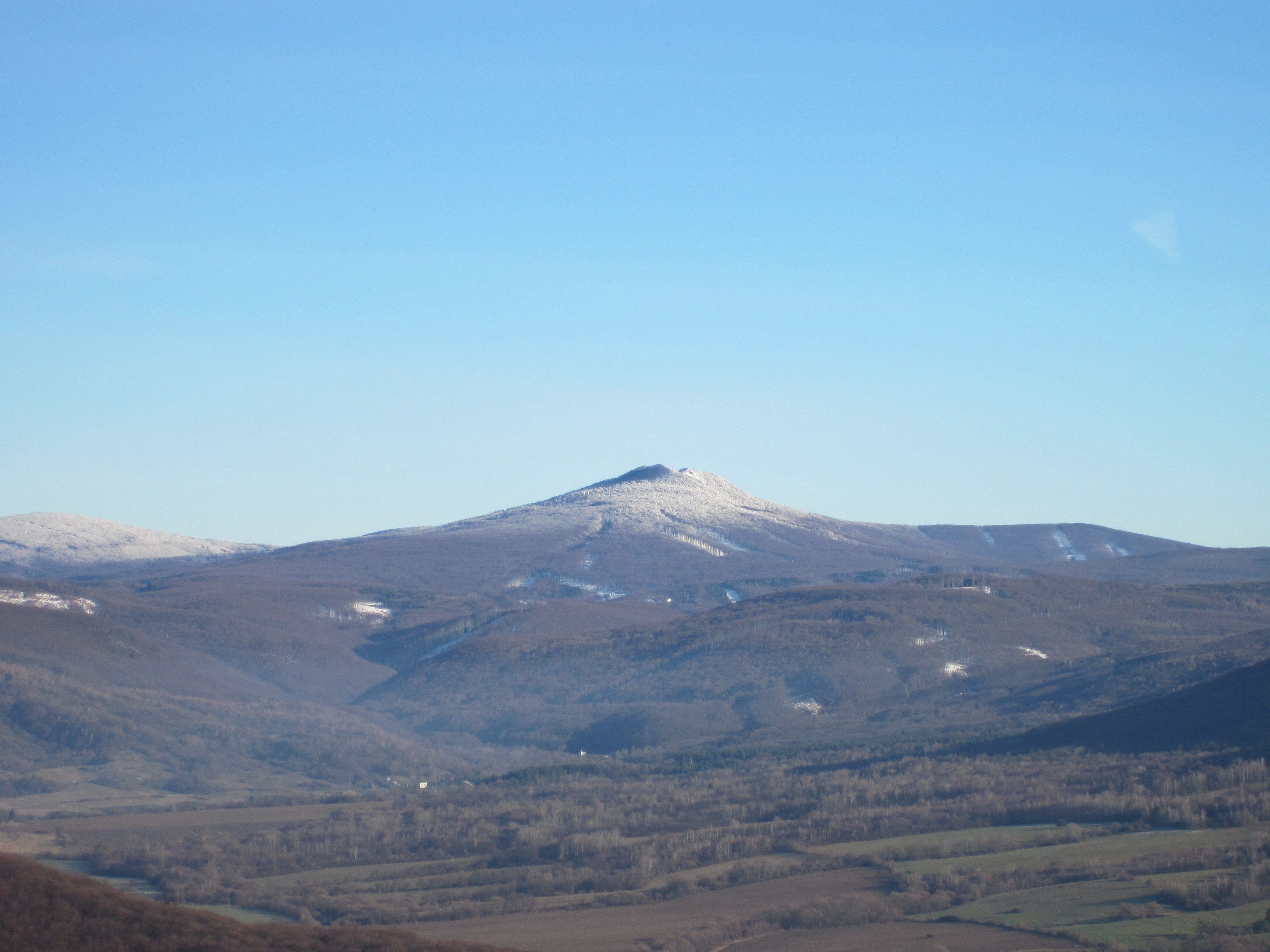
Вигорлат (1076 м) — найвища гора Вигорлатских гір

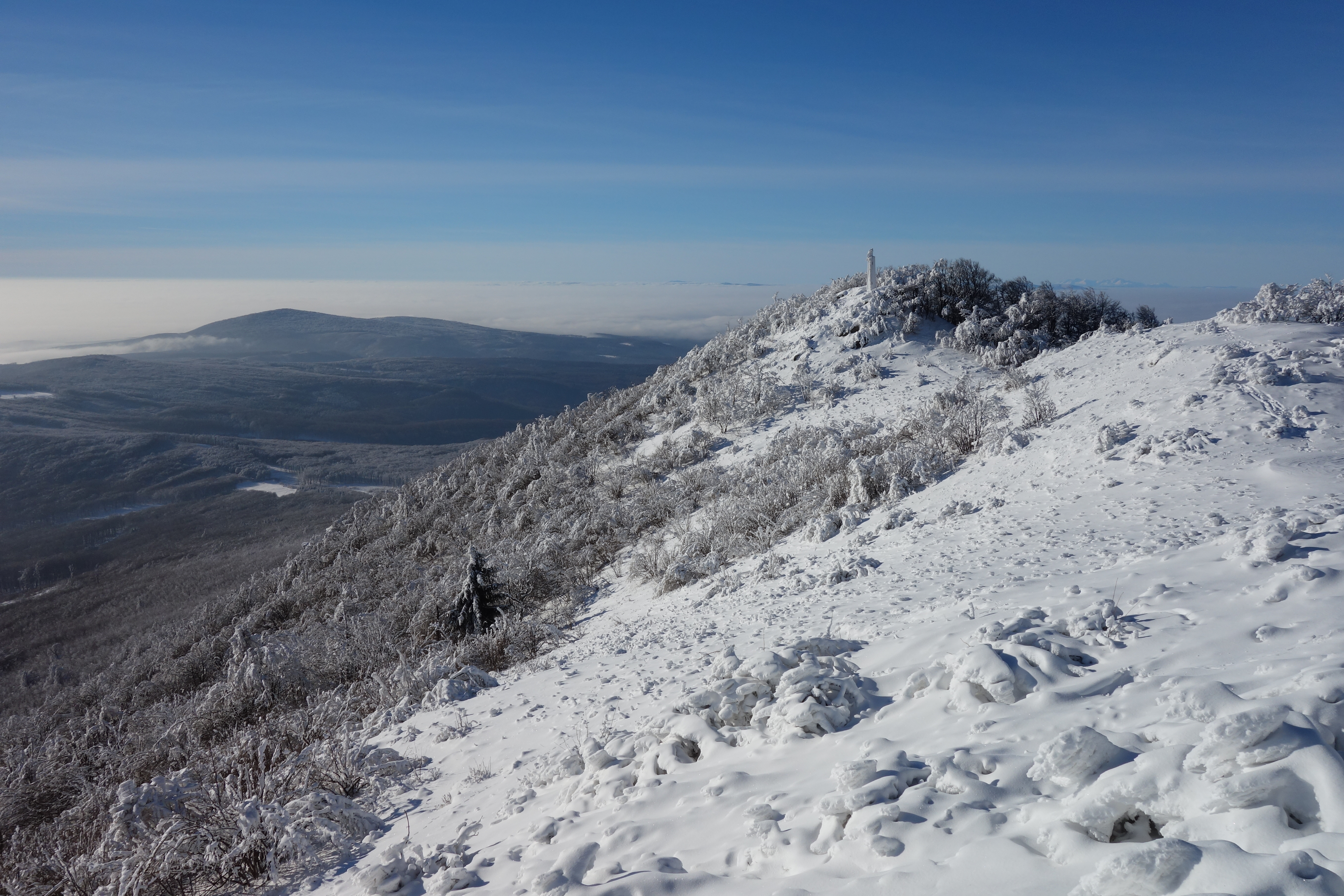
Вигорлат взимку

Складові частини — Вигорлат; Вигорлатські пагорби; Гуменські пагорби; Попрєчни і Ясеновські пагорби.

## Гідрографія
Протікають
- Брезницький потік
- річка Глінік
- Годковець[1]
- Жяровниця[2][3]
- Йовсянський потік[4]
- Кам'яний потік[5]
- Колонічка
- Кусін
- Ореховський потік
- Петровайка[6]
- Ровний потік
- Сировий потік
- Собранецький потік
- Турський ярок

## Визначні місця
- Озеро Морське Око
- Дерев'яні українські русинські церкви
- Руїни замку Віньянський Град
- Гора Снинський Камінь з виглядом на околиці
- Урочище «Тепла Яма»
- Скалка, високий стрімчак, який виник внаслідок тектонічного злому
- Водоспад Плішка